# San Gregorio Nazianzeno
San Gregorio Nazianzeno ou Igreja de São Gregório de Nazianzo é uma igreja de Roma, Itália, localizada no rione Campo de Marte, na vicolo Valdina. É dedicada a São Gregório de Nazianzo.
É uma igreja anexa da paróquia de San Lorenzo in Lucina.

## História
A igreja tem uma origem muito antiga e aparece pela primeira vez na biografia do papa Leão III (r. 795–816): "in oratorio S. Gregorii, qui ponitur in campo Martis, fecit canistrum ex argento" ("no Oratório de São Gregório, registrado no Campo de Marte, fez-se a bacia de prata"). A torre sineira é de origem medieval (século XI), assim como o afresco da abside, "Cristo com os Santos Gregório de Nazianzo e João Crisóstomo". Anexo à igreja ficava o mosteiro de Santa Maria in Campo Marzio, de cujo nome deriva a igreja vizinha de Santa Maria della Concezione in Campo Marzio.
Depois da unificação da Itália (1870), a igreja foi desconsagrada e o utilizada como arquivo. O complexo todo foi depois adquirido pela Câmara dos Deputados, que restaurou a igreja entre 1977 e 1987 e restaurou o culto no local como capela para os deputados. Durante a restauração foi revelado a única parte do edifício original do antigo oratório.